# MAME
MAME (un acrònim de Multiple Arcade Machine Emulator) és un emulador lliure i de codi obert dissenyat per recrear el maquinari dels sistemes de joc d'arcade en el programari en els ordinadors personals moderns i altres plataformes La intenció és preservar la història dels videojocs mitjançant la conservació dels jocs antics que es perden o s'obliden. L'objectiu de MAME és ser una referència per al funcionament intern de les màquines recreatives emulades; la possibilitat de jugar els jocs es considera «un bon efecte secundari».
El blog de videojocs Joystiq va enumerar el MAME com una aplicació que tot jugador ha de tenir.
La primera versió de MAME pública (0,1) va ser el 5 de febrer de 1997, per Nicola Salmoria. L'emulador ara és compatible amb més de set mil jocs únics i deu mil jocs reals d'imatge ROM, encara que no tots els jocs compatibles es poden jugar.
MESS, un emulador per a moltes consoles de jocs i sistemes informàtics basats en el nucli MAME, s'ha integrat en el MAME en 2015.